# Immanuel Björkhagen
Oskar Immanuel Björkhagen, ursprungligen Nilsson, född 14 juni 1888 i Brännkyrka församling, död 31 augusti 1994 i Bromma, var en svensk skolman och läroboksförfattare.

## Ungdom och utbildning
Björkhagen var son till klädeshandlanden Carl Johan Nilsson och dennes hustru Kristina. Han växte upp på Södermalm och gick i skola på Södra Latin, där han på grund av sin studiebegåvning fick hoppa över flera klasser. Därefter följde studier vid Uppsala universitet, där Björkhagen även var starkt engagerad i studentlivet och bland annat var kurator för Stockholms nation. Han blev filosofie magister 1913 och filosofie licentiat 1921 på en avhandling om Erik Gustaf Geijers vistelse i England. I sistnämnda land vistades han vid denna tid själv som lektor vid University College i London under totalt sju år.

## Lärargärning
Återkommen till Sverige fick Björkhagen 1927 anställning vid sin gamla gymnasieskola, Södra Latin, först som adjunkt och senare som lektor i modersmålet och engelska. Han undervisade därtill även i franska. Björkhagen förblev vid denna skola under mer än ett kvarts sekel fram till sin pensionering 1953. För generationer av elever var han känd som "Manne". Björkhagen verkade dock även för en bredare publik som språklärare i radio under och åren närmast efter andra världskriget. Han var också under 1920- och 1930-talen lärare i engelska vid Sjökrigsskolan, där han hade bland andra prins Bertil som elev.

## Författargärning
Inte minst kom svenska skolbarn i kontakt med Björkhagen genom hans av skolorna allmänt nyttjade läroböcker. Med början 1928 kom hans Engelsk nybörjarbok, följd av Engelsk läsebok för mellanstadiet 1938 och Engelsk grammatik för skolor 1944. Han författade även åtskilliga andra läroböcker men just dessa tre gick genom åren ut i enorma upplagor (nybörjarboken i 670.000, läseboken i 460.000 och grammatiken i 280.000 exemplar) och var för skolbarn över hela landet efter böckernas omslagsfärger kända som "Blåhagen", "Rödhagen" och "Grönhagen". Björkhagen fortsatte att ge ut nya reviderade upplagor tills han var över 80 år.

## Privatliv och andra engagemang
Björkhagen var långt upp i åren mycket aktiv i föreningslivet. Fortfarande som 100-åring besökte han regelbundet sammankomster i Sällskapet Idun, Stockholms lärarsällskap och Nyfilologiska sällskapet liksom sin gamla studentnation och Juvenalorden i Uppsala. I 80-årsåldern kompletterade han sina tidigare språkkunskaper genom att lära sig italienska. Han ägnade sig också åt att måla och musicera. Vid sin 100-årsdag 1988 uppvaktades Björkhagen av ett flertal tidigare elever, däribland  kulturministern Bengt Göransson, överhovpredikanten Hans Åkerhielm och de musicerande bröderna Johannes och Gunnar Norrby. Jubilaren bodde då alltjämt och till sin död i egen bostad i Bromma, där han sedan 1929 varit bosatt. Immanuel Björkhagen gifte sig 1916 med Dagmar Söderman (1897–1967) och hade i äktenskapet med henne barnen Lennart (född 1927), Ingrid Malmstad (född 1928) och Sven (född 1936).

## Priser och utmärkelser
- 1953: Riddare av Nordstjärneorden